# Libération en droit pénal français

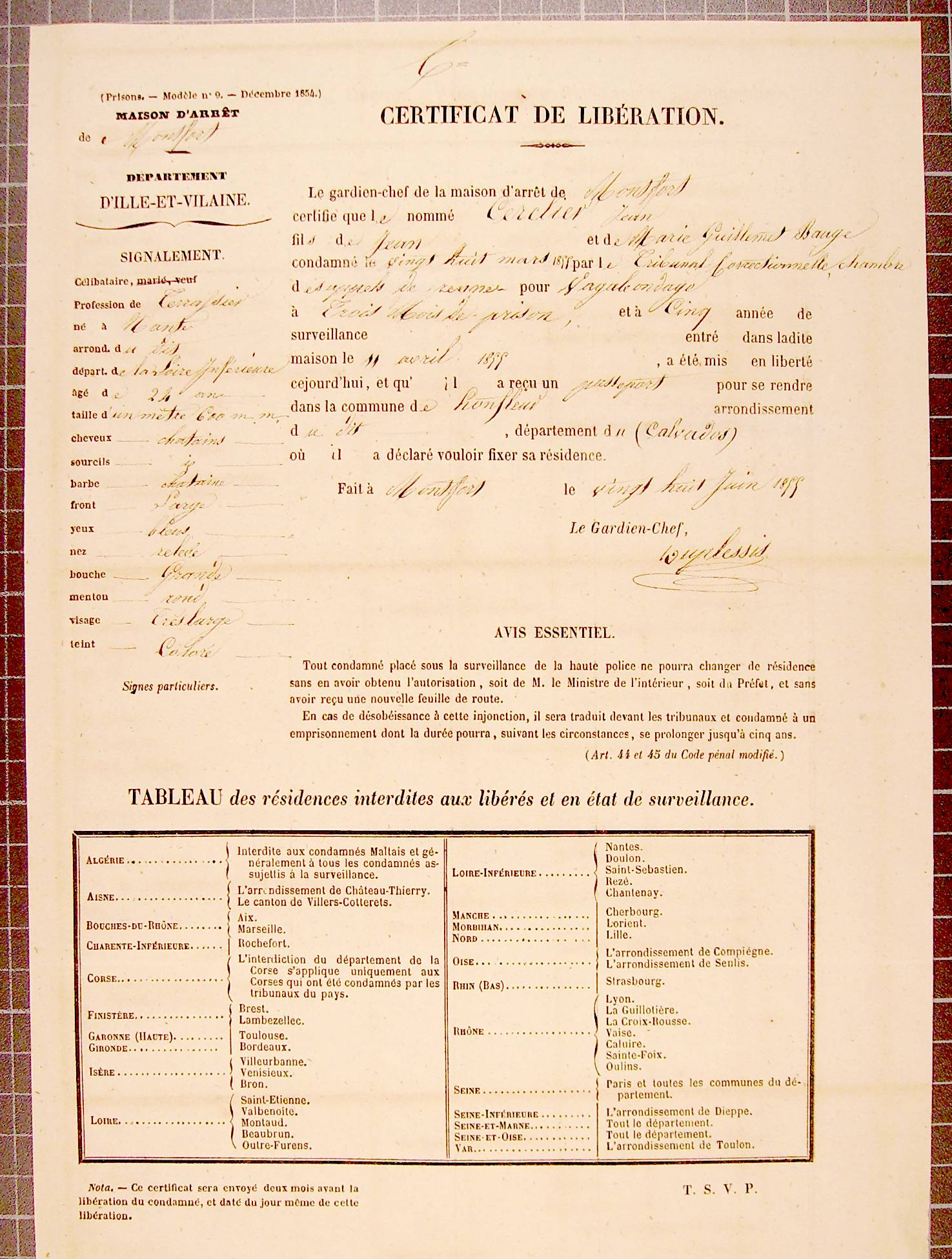
Certificat de libération délivré aux détenus en France au XIXe siècle comme passeport intérieur au retour dans leurs foyers.

La libération est l'action de rendre sa liberté à une personne incarcéré, liberté restreinte s'il s'agit d'une libération conditionnelle. Elle intervient à l'issue de sa peine en respectant procédures et formalités administratives. Il en est habituellement fait mention sur le registre d'écrou et s'appelle sous ce point de vue « levée d'écrou ».